# Cyperus vorsteri
Cyperus vorsteri là loài thực vật có hoa trong họ Cói. Loài này được K.L.Wilson mô tả khoa học đầu tiên năm 1994.